# Ожалошћена породица (позоришна представа)
Ожалошћена породица је позоришна представа за коју је адаптацију и режију урадио Никола Пејаковић аутора Бранислава Нушића, српског књижевника и истакнутог писца великог броја драма. Премијерно је и извођена од стране Народног позоришта Републике Српске неколико пута у 2013. години.
Представа говори о ожалошћеној групи људи која дијели богатство које није њихово и ишчекује насљедство. Како наводи Пејаковић извођење овог комада има за циљ да: „озбиљност коју Нушић проповиједа својим животом, трагедијама које су обиљежиле и његов живот и његово вријеме, те озбиљност тема које покреће, натјерали су нас да направимо мали експеримент и да скинемо ту опну лакомисленог хумора и шегачења, и покушамо да откријемо шта се крије испод тога“.
Такође, у представи извођачи траже оног Нушића који истинито говори о себи и својима, о нашим људима и проклетству менталитета. Смијех, ако се негдје и укаже, леден је и опор. Ликови су стварни и препознатљиви, и можете да их сретнете на улици.
Улоге играју: Жељко Стјепановић, Николина Јелисавац, Александар Стојковић, Слађана Зрнић, Љубиша Савановић, Ведрана Мачковић-Зубовић и Марина Пијетловић.
Такође, важно је напоменут да је Народно позориште Републике Српске са овом представом учествовала на фестивалу "Гола месечина" 2017, који се одржава у Скопљу, у организацији "Театар комедија" Скопље под покровитељством општине Аеродром и Министарства културе Републике Македоније. Представа је изведена 22. јуна 2017. године.
Да је овај комад толико извођен у Републици Српској говори и то да је овај комад извођен и од стране младих чланова Драмске секције Средњошколског центра „Василије Острошки“ са Сокоца у Андрићграду почетком јула 2017. године, тачније 9. јуна.